# Адамс (Минесота)
Адамс (енгл. Adams) град је у америчкој савезној држави Минесота.

## Демографија
По попису из 2010. године број становника је 787, што је 13 (-1,6%) становника мање него 2000. године.
| Група             | 2000.       | 2010.       |
| Белци             | 791 (98,9%) | 766 (97,3%) |
| Афроамериканци    | 0 (0,0%)    | 0 (0,0%)    |
| Азијати           | 3 (0,4%)    | 0 (0,0%)    |
| Хиспаноамериканци | 5 (0,6%)    | 13 (1,7%)   |
| Укупно            | 800         | 787         |